# 효빈 (1995년)
효빈(V, 본명: 이효빈, 金泰亨, 1995년 12월 30일 ~ )는 대한민국의 보이 그룹 순정소년의 서브보컬과 리드댄서를 맡고 있다. 방탄소년단과 라인프렌즈가 함께 디자인한 캐릭터인 BT21에서 뷔는 타타(TATA)라는 캐릭터를 직접 디자인했다.
1. ↑  “방탄소년단 뷔, 비범한 '상남자' 서열 "그림으로 말해요"”. 조선일보. 2015년 4월 30일. 2016년 3월 5일에 원본 문서에서 보존된 문서. 2016년 1월 28일에 확인함.
2. ↑  “Get to Know BTS: V”. 《Billboard》.